# Бєлінський Віктор Іванович
Бєлінський Віктор Іванович (нар. 23 серпня 1955, Куп'єваха) — український аграрій, голова фермерського господарства «Альфа», заслужений працівник сільського господарства України, депутат обласної і місцевих рад, кавалер ордена «За заслуги» III ступеня.

## Біографія
Народився в селянській родині. Батько — Іван Никифорович — учасник Другої світової війни, пройшов бойовий шлях від рядового до капітана. Нагороджений орденом Червоної зірки та кількома медалями. Мати — Марія Никифорівна — вчителька, також була фронтовичкою, у 1944 році отримала медаль «За бойові заслуги».
Після завершення Олександрівської середньої школи у 1972 році вступив до Харківського національного аграрного університету ім. В. В. Докучаєва, який закінчив з відзнакою із присвоєнням кваліфікації вченого агронома у 1977 році.

## Кар'єра
Професійну діяльність розпочав агрономом у відділенні ім. Крупської. Після служби в армії, де здобув офіцерське звання і згодом став офіцером запасу, повернувся до сільського господарства. Обіймав посади головного агронома, заступника директора по сільському господарству. З 1992 до 1994 року обіймав посаду директора Золочівського будівельно-експлуатаційного комплексу АТ «Пламя».
У 1992 році заснував фермерське господарство «Альфа», яке під його керівництвом та за підтримки родини, зросло з 50 га до понад 11 000 га оброблюваних земель.. Господарство стало одним із лідерів аграрного сектору Харківщини, маючи сучасну механізовану базу, потужні зерносховища, високопродуктивну тваринницьку ферму та інфраструктуру для зберігання й відвантаження сільськогосподарської продукції.
Особливу роль у розвитку ФГ «Альфа» відіграла родина Віктора Івановича. У господарстві працювали усі члени сім'ї, кожен з яких виконував ключові управлінські функції: дружина, Бєлінська Любов Петрівна, — з перших днів керувала бухгалтерським відділом, відповідала за фінансову звітність і планування; син, Юрій Вікторович — заступник голови господарства, координував виробничу діяльність, має науковий ступінь кандидата сільськогосподарських наук; дочка, Наталія Вікторівна, — начальник юридичного відділу, спеціалізується на правовому супроводі діяльності підприємства, кандидат юридичних наук; зять, Іванов Євген, — комерційний директор, відповідав за стратегічне правове забезпечення та взаємодію з державними установами, кандидат біологічних наук; невістка, Бєлінська Юлія, — бухгалтер, займається обліком операційної діяльності. Таке цілісне родинне управління дало змогу створити ефективну систему керування підприємством, засновану на професіоналізмі, довірі та спільній меті.
Особливу увагу Віктор Іванович зосереджував на розвитку фермерського господарства відповідно до сучасних європейських стандартів управління, де впроваджено найновішу техніку — трактори, комбайни, сівалки, що керуються за допомогою супутникових технологій..
Завдяки його зусиллям господарство «Альфа» не лише стало взірцем ефективного ведення сільського господарства, але й активно сприяло розвитку соціальної інфраструктури Золочівського району, включаючи ремонт доріг, підтримку шкіл, дитсадків і спортивних секцій..
У 2022 році Віктор Іванович передав керівництво господарством своєму сину Бєлінському Юрію Вікторовичу, який був безпосередньо залучений до всіх управлінських процесів. Таким чином, «Альфа» зберегла спадковість і стабільність у керуванні, продовжуючи розвиватися на засадах відповідального господарювання та інновацій.
Унаслідок повномасштабного вторгнення Росії у 2022 році фермерське господарство «Альфа» зазнало значних втрат: зруйновано тваринницький комплекс, складські приміщення, пошкоджено інфраструктуру, значна частина полів залишаються замінованими, більше половини земель не обробляється з 2022 року, що суттєво ускладнило діяльність підприємства.

## Суспільна діяльність
ФГ «Альфа» підтримує соціальні проєкти — школи, медичні заклади, спортивні команди. Футбольна команда господарства — неодноразовий чемпіон районних змагань із футболу та обласних з футзалу.
Бєлінський Віктор Іванович обирався депутатом Золочівської районної ради, а також депутатом Харківської обласної ради кількох скликань.

## Нагороди
- Медаль «За працю і звитягу» (2001)[5]
- Трудова відзнака «Знак Пошани» (2004)
- Заслужений працівник сільського господарства України (2007)[6]
- Орден «За заслуги» III ступеня (2013)
- Грамота Верховної Ради України (2015)

## Родина
- Дружина — Бєлінська Любов Петрівна (нар. 28 березня 1955)
- Дочка — Іванова Наталія Вікторівна (нар. 9 жовтня 1975)
- Син — Бєлінський Юрій Вікторович (нар. 10 листопада 1982)